# Nottuln
Nottuln est une ville de Rhénanie-du-Nord-Westphalie (Allemagne), située dans l'arrondissement de Coesfeld, dans le district de Münster, dans le Landschaftsverband de Westphalie-Lippe, d'environ 20 000 habitants située à une vingtaine de kilomètres à l'ouest de Münster.

## Étymologie
Nutlon signifie probablement forêt de noix. Trois noisettes sont représentées sur les armoiries de la ville.

## Historique
Un couvent est fondé au XIe siècle où Heriburg y était vénérée. Ses reliques se trouvent dans l'église catholique. Le quartier de l'abbaye a été détruit par un incendie en 1748.

## Jumelages
Nottuln est jumelée avec Saint-Amand-Montrond, dans le département du Cher depuis 1984 et avec Chodzież dans la voïvodie de Grande-Pologne depuis 1992.